# Departamento de Mariluán
| Departamento de Mariluán | Departamento de Mariluán                                                                          |
| ------------------------ | ------------------------------------------------------------------------------------------------- |
| Cabecera:                | Victoria (1893)                                                                                   |
| Superficie:              | km²                                                                                               |
| Habitantes:              | hab                                                                                               |
| Densidad:                | hab/km²                                                                                           |
| Subdelegaciones:         | - 1a Chicauco - 2a Curamávida - 3a Dumo - 4a Quino - 5a Tolhuaca - 6a Huallinlebu - 7a Curacautín |
| Municipalidades:         | - capital departamental: - Victoria (desde 1893)                                                  |
| Ubicación                |                                                                                                   |
|                          |                                                                                                   |

El Departamento de Mariluán (del mapudungun: mari lwan ‘diez guanacos’) fue una antigua división territorial de Chile. Perteneció a la provincia de Malleco y la cabecera del departamento fue Victoria.
Por decreto n.º 119 del 28 de noviembre de 1893, el supremo gobierno, bajo la presidencia de Jorge Montt creó el Departamento de Mariluán, estableciendo como su capital la ciudad de Victoria segregándose el territorio de la 3a Subdelegación Victoria del Departamento de Traiguén. Su primer gobernador fue Tomás Guevara, siendo subdelegado del gobierno en Victoria, Camilo Sepúlveda. El 30 de diciembre de 1927, con el decreto con fuerza de ley n.º 8582, el departamento de Mariluán pasó a conformar el nuevo departamento de Victoria, junto con algunos territorios de otros departamentos; y a depender de la nueva provincia de Cautín.

## Límites
El Departamento de Mariluán limitaba:
- Al norte con el Departamento de Collipulli.
- Al oeste con el  Departamento de Traiguén
- Al sur con el Departamento de Traiguén y Departamento de Llaima
- Al este con el Departamento de Llaima

## Administración
La Ilustre Municipalidad de Victoria se encargaba de la administración local del departamento, con sede en Victoria, en donde se encontraba la Gobernación Departamental.
En 1927 con el DFL 8582 el departamento pasa a formar parte del nuevo Departamento de Victoria.

## Subdelegaciones
Las subdelegaciones cuyos límites fueron fijados con el decreto de creación del Departamento, fueron las siguientes:
- 1ª Chicauco
- 2ª Curamávida
- 3ª Dumo
- 4a Quino
- 5ª Tolhuaca
- 6ª Huallinlebu
- 7ª Curacautín